# Plagiodera versicolora
Espèce
Plagiodera versicolora, la Chrysomèle versicolore du saule, est une espèce d'insectes coléoptères, une chrysomèle que l'on rencontre dans la région holarctique (jusqu'au Pakistan et à Taïwan). C'est la seule espèce de ce genre qui se trouve en Europe. Cette espèce invasive a été introduite en Amérique du Nord en 1915. Elle se nourrit de feuilles de saules et parfois de peupliers. Elle doit son nom à son aspect brillant aux reflets d'un vert de bronze mordoré. Elle atteint à l'âge adulte de 2,5 à 4,5 mm.

## Synonymes
- Chrysomela armoraciae Fabricius, 1775 nec Linnaeus, 1758
- Chrysomela versicolora Laicharting, 1781